# 文学报 (俄文)
文学报（俄语：Литературная газета），是俄罗斯的文化和政治类周刊报纸。

## 历史
1830年1月1日，由杰尔维格和普希金领导的《文学报》在圣彼得堡创刊，1831年6月30日停刊。
1929年4月22日，新的《文学报》在马克西姆·高尔基的提议下创刊。1929年至1932年，它是苏维埃作家协会联合会的机关刊物。1932年联共 (布)中央发布《关于改组文学艺术团体》决议后，它成为苏维埃社会主义共和国联盟（苏联）和俄罗斯苏维埃联邦社会主义共和国（苏俄）作家协会筹备委员会的机关刊物。1934年全苏第一次作家代表大会之后，它成为苏联作家协会理事会的周刊。
1942年1月，《文学报》与《苏维埃艺术报》合并，同时改名为《文学与艺术》，成为苏联作家协会理事会和苏联人民委员会艺术及电影委员会的机关刊物。1944年11月，又改为《文学报》名称出版。
1947年，《文学报》整体转型为文学和社会政治报纸，一周出两期。自1950年起一周三期。主要刊登文学艺术、科学和社会政治方面的文章，介绍苏联和外国作家的文学作品。
1967年1月1日，《文学报》改为16版的周刊，每周三出版。报头添加普希金和高尔基的头像。普希金的头像来源于其自画像，而高尔基的头像则是由首席美术师瓦列里·克拉斯诺夫斯基绘制的。改版后的内容不只谈论文学，还兼及艺术、政治、社会、道德与法律、哲学、日常生活等话题。1971年，报纸荣获列宁勋章。1979年获各族人民友谊勋章。
1990年6月，根据新颁布的《苏联报刊与其他大众传媒法》，《文学报》变为独立的出版物，不再是苏联作家协会理事会的机关刊物。从1990年5月2日起，高尔基的头像从报头消失。1997年，改制为文学报出版社公司。
2001年4月19日，尤里·波利亚科夫出任主编。《文学报》的导向变为保守自由主义和爱国主义。2004年4月27日，高尔基的头像又重新出现在报头。

## 历任主编
| 任期           | 姓名                  |
| -------------- | --------------------- |
| 1942年－1944年 | 亚历山大·法捷耶夫     |
| 1944年－1946年 | 阿列克谢·苏尔科夫     |
| 1946年－1950年 | 弗拉基米尔·叶尔米洛夫 |
| 1950年－1953年 | 康斯坦丁·西蒙诺夫     |
| 1953年－1955年 | 鲍里斯·留里科夫       |
| 1955年－1959年 | 弗谢沃洛德·柯切托夫   |
| 1959年－1960年 | 谢尔盖·斯米尔诺夫     |
| 1960年－1962年 | 瓦列里·科索拉波夫     |
| 1962年－1988年 | 亚历山大·恰科夫斯基   |
| 1988年－1990年 | 尤里·沃罗诺夫         |
| 1990年－1991年 | 费奥多尔·布尔拉茨基   |
| 1991年－1998年 | 阿尔卡季·乌达利佐夫   |
| 1998年－1999年 | 尼古拉·博德纳鲁克     |
| 1999年－2001年 | 列夫·古申             |
| 2001年－2017年 | 尤里·波利亚科夫       |
| 2017年－       | 马克西姆·扎姆舍夫     |

## 獲獎
- 列寧勳章 (1971)
- 各民族人民友谊勋章 (1979)